# Västersjön (Bondstorps socken, Småland)
Västersjön är en sjö i Vaggeryds kommun i Småland och ingår i Lagans huvudavrinningsområde. Sjön har en area på 0,0709 kvadratkilometer och ligger 274 meter över havet. Sjön avvattnas av vattendraget Stödstorpaån.

## Delavrinningsområde
Västersjön ingår i det delavrinningsområde (637763-139734) som SMHI kallar för Mynnar i Lagan. Medelhöjden är 249 meter över havet och ytan är 56,96 kvadratkilometer. Det finns inga delavrinningsområden uppströms utan avrinningsområdet är högsta punkten. Stödstorpaån som avvattnar avrinningsområdet har biflödesordning 3, vilket innebär att vattnet flödar genom totalt 3 vattendrag innan det når havet efter 204 kilometer. Delavrinningsområdet består mestadels av skog (73 %) och sankmarker (13 %). Avrinningsområdet har 1,18 kvadratkilometer vattenytor vilket ger det en sjöprocent på 2,1 %. Bebyggelsen i området täcker en yta av 0,74 kvadratkilometer eller 1 % av avrinningsområdet.